# Сухарский, Хенрик
Сухарский Хенрик (пол. Henryk Sucharski; 12 ноября 1898, Грембошув, Галиция, Австро-Венгерская империя — 30 августа 1946, Неаполь, Кампания, Италия) — польский военный деятель, майор (с 19 марта 1938).

## Биография
Родился в крестьянской семье.
В 1909—1917 гг. учился во II-й императорско-королевской гимназии в городе Та́рнув.
13 февраля 1917 года добровольцем поступил в австро-венгерскую армию; нёс военную службу в маршевом (или запасном) батальоне 32-го стрелкового полка австрийского ополчения «Оборона страны» (Lándwehr) в Боснии и Герцеговине.
В феврале 1918 года окончил Школу офицеров запаса в городе Опатов (в оккупированной австро-венгерскими войсками Радомской губернии Российской Республики) и, в чине кадета-аспиранта, был отправлен в составе 9-й роты 32-го стрелкового полка австрийского ополчения «Оборона страны» на Итальянский театр военных действий Первой мировой войны 1914—1918 годов, однако заболел малярией и провёл остаток войны в госпиталях.

## Военная служба
По своему возвращению в Польшу, 7 февраля 1919 года поступил в армию польского государства; нёс военную службу в 16-м пехотном полку, затем был командиром роты в штурмовом батальоне 6-й пехотной дивизии; участвовал в отражении вторжения чехословацких войск в Силезию в марте 1919 года, в Советско-польской войне 1919—1920 годов и в Польско-литовской войне 1920 года; в июне 1919 года получил воинское звание капрала, в сентябре 1919 года — подхорунжего, 14 января 1920 года — подпоручика.
В межвоенный период продолжал нести военную службу: в 1922 году получил воинское звание поручика, 19 марта 1928 года — капитана.
С 3 декабря 1938 по 7 сентября 1939 годов Сухарский — комендант Транспортного военного склада (ТВС) на полуострове Вестерплатте (на территории Вольного Города Данциг); искусный организатор, Сухарский в занимаемой должности сосредоточился на совершенствовании оборонительных сооружений ТВС. Во время Польской кампании 1939 года Сухарский участвовал в обороне Транспортного военного склада от соединений Вермахта и данцигского немецкого ополчения (см. SS-Heimwehr Danzig) 1—7 сентября: 1—2 сентября руководил обороной ТВС; результаты разрушительного немецкого массированного авиационного налёта 2 сентября на Вестерплатте послужили для Сухарского причиной отдать приказ о капитуляции гарнизона Транспортного военного склада, однако, этот приказ не был исполнен в полном объёме, так как против него выступили другие офицеры гарнизона ТВС; 2 сентября заместитель коменданта — командир караульной команды ТВС, капитан Ф. Домбровский отстранил Сухарского и сам принял командование гарнизоном Транспортного военного склада; на Военных Советах гарнизона ТВС 4 и 7 сентября Сухарский настаивал на капитуляции «в условиях очевидной безнадёжности положения гарнизона» и ввиду того, что «дальнейшие потери приведут к неизбежному прорыву обороны и гибели всего личного состава»; уничтожение германскими сапёрами при помощи ранцевых огнемётов караульного помещения № 2 7 сентября послужило для Сухарского непосредственным поводом отдать новый приказ о капитуляции гарнизона Транспортного военного склада. Сухарский был одним из парламентёров при обсуждении с командиром немецкого Сапёрного учебного батальона, о́берст-лейтенантом К. Генке 7 сентября условий капитуляции польского гарнизона Вестерплатте. По приказу полицейского генерала Ф.-Г. Эбергардта, утверждённому Главнокомандованием Вооружённых сил Германии, Сухарскому было предоставлено право на ношение офицерской сабли при нахождении в германском плену.
С сентября 1939 года и до окончания Второй мировой войны 1939—1945 годов Сухарский находился в немецких пересыльных лагерях и лагерях для военнопленных и интернированных; в марте 1945 года, во время эвакуации из одного лагеря для пленных офицеров в другой, пострадал от несчастного случая, от последствий которого не смог полностью оправиться.
После освобождения американскими войсками из германского лагеря для пленных офицеров, Сухарский 28 мая 1945 года поступил в польский II-й корпус, подчинявшийся польскому эмигрантскому правительству в Лондоне, и был перемещён в Италию, где с 25 января 1946 года занимал должность командира польского 6-го батальона карпатских стрелков.
19 августа 1946 года Сухарский был отправлен в английский военный госпиталь в Неаполе (провинция Неаполь, область Кампания), где и умер от перитонита (воспаления брюшины); 1 сентября того же года был похоронен на Польском военном кладбище в городе Казамассима (провинция Ба́ри, область Апулия).
21 августа 1971 года останки Сухарского были эксгумированы, перевезены в Польскую Народную Республику и 1 сентября того же года с воинскими почестями похоронены на полуострове Вестерплатте.

## Награды
Награждён польскими Командорским крестом Военного ордена «За боевые заслуги» (1 сентября 1971 г.; посмертно), Серебряным крестом Военного ордена «За боевые заслуги» (30 августа 1920 г.), 2 крестами «За доблесть», золотым крестом «За заслуги», памятной медалью «За Войну 1918—1921 годов» и медалью «10-летие обретённой вновь независимости».